# アン・ヒョソプ
アン・ヒョソプ（韓: 안효섭 ; 英: Ahn Hyo-seop; 中: 安孝燮、1995年4月17日 - ）は、韓国の俳優、歌手である。国籍はカナダ。英語名：ポール・アン（Paul Ann）。ソウル特別市出身。the present co.（ザ・プレザントカンパニー）所属。

## 略歴
1995年4月17日、韓国ソウル特別市に生まれる。7歳の時に家族でカナダのトロントに移住するが、17歳の時に家族を残し韓国に帰国した。その後、国民大学校国際ビジネス学科を卒業し、JYPエンターテインメントにスカウトされ、研修生として入所した。
2015年10月1日、スターハウスエンターテインメントのプロジェクトグループ「One O One」のメンバーとしてデビューした。しかし、2019年1月から活動を休止している。2015年12月13日から20日までMBCで放送されたテレビドラマ『ポンダンポンダン 王様の恋』で俳優デビューを果たした。その後、tvNで放送された音楽バラエティ番組『いつもカンターレ』のオーディションでバイオリン奏者に選ばれ、活躍している。
2017年3月9日から23日までまでMBCで放送されたテレビドラマ『指輪の女王』で初主演を務め、同年3月4日から8月27日までKBS第2テレビジョンで放送されたテレビドラマ『適齢期惑々ロマンス～お父さんが変！？～』で注目を集めた。その後、2018年7月23日から9月18日までSBS TVで放送されたテレビドラマ『30だけど17です』や同年10月31日から11月16日までYouTube Premiumで放送されたテレビドラマ『トップマネジメント』でも主演を務めた。

## 作品

### コンピレーション
- 2018年のアルバム『S.O.U.L』に収録。テレビドラマ『トップマネジメント』内のボーイズグループ「S.O.U.L」のメンバーとして[9][10]。
  - Get Myself With You
  - Gravity
  - Sugar Cane
  - Me In

### OST
- I Will Show You（2018年） - テレビドラマ『トップマネジメント』OSTに収録[11]。

## 出演

### テレビドラマ
- ポンダンポンダン 王様の恋（2015年、MBC）- パク・ヨン / チェ・アジク役[12]
- もう一度ハッピーエンディング（英語版）（2016年、MBC）- アン・ジョンウ役[13]
- ハッピー・レストラン〜家和萬事成〜（英語版）（2016年、MBC）- チェ・チョルス役[14]
- タンタラ ～キミを感じてる（英語版）（2016年、SBS）- ジヌ役[15]
- 三つ色のファンタジー（英語版）指輪の女王（英語版）（2017年、MBC）- パク・セゴン役[16]
- 適齢期惑々ロマンス～お父さんが変！？～（英語版）（2017年、KBS2）- パク・チョルス役[17]
- 30だけど17です（2018年、SBS）- ユ・チャン役[18]
- アビス（2019年、tvN）- チャ・ミン役[19]
- 浪漫ドクター キム・サブ2（2020年、SBS）- ソ・ウジン役[20]
- ホン・チョンギ（2021年、SBS）- ハ・ラム役[21]
- 社内お見合い（2022年、SBS）- カン・テム役[22]
- 浪漫ドクター キム・サブ3（2023年、SBS） - ソ・ウジン役[23]

### ウェブドラマ
- トップマネジメント（2018年、YouTube Premium）- ヒョン・スヨン役[24]
- いつかの君に(2023年、Netflix)-ク・ヨンジュン/ナム・シホン役

### バラエティ番組
- いつもカンターレ（英語版）シーズン2（2015年、tvN）[25]
- イケメンブロマンス（英語版）秋夕スペシャル（2016年、MBC）

### CM
- 東西食品、マキシム モカゴールドコーヒー「3月のコーヒーのお話」（2016年）[26][27]
- MKトレンド、ANDEW 秋冬シーズン（2016年）[28][29]
- Timbuk2（英語版）（2017年）[30]
- HENUS EDWIN（2017年）[31]
- 資生堂コリア、TSUBAKIプレミアムリペアマスク（2017年）
- コロン工業（英語版）、コロンスポーツ（2018年 - 2019年）
- イニスフリー、ポア クレイマスク 2X（2020年）[32]
- イラム（2020年）

## 賞とノミネート
| 受賞年 | 賞                              | カテゴリー                 | ノミネート作品                         | 結果       | 脚注   |
| ------ | ------------------------------- | -------------------------- | -------------------------------------- | ---------- | ------ |
| 2016年 | 2016年MBC演技大賞               | 新人賞                     | ハッピー・レストラン〜家和萬事成〜     | ノミネート |        |
| 2017年 | 第2回Asia Artist Awards         | 新人賞                     | 適齢期惑々ロマンス～お父さんが変！？～ | 受賞       | [ 33 ] |
| 2018年 | 2018年SBS演技大賞               | 新人賞                     | 30だけど17です                         | 受賞       | [ 34 ] |
| 2018年 | 2018年SBS演技大賞               | キャラクター演技賞         | 30だけど17です                         | ノミネート | [ 35 ] |
| 2019年 | 第12回コリアドラマアワード      | 男性新人賞                 | アビス                                 | ノミネート | [ 36 ] |
| 2019年 | 第4回Asia Artist Awards         | チョイス賞                 | N/A                                    | 受賞       | [ 37 ] |
| 2020年 | 第56回百想芸術大賞              | 男性新人演技賞             | 浪漫ドクター キム・サブ2               | 受賞       | [ 38 ] |
| 2020年 | 第7回アジア太平洋スターアワード | 新人賞                     | 浪漫ドクター キム・サブ2               | ノミネート | [ 39 ] |
| 2020年 | 第5回Asia Artist Awards         | ベストアクター賞           | N/A                                    | 受賞       | [ 40 ] |
| 2021年 | 2021年SBS演技大賞               | ベストカップル賞           | ホン・チョンギ                         | 受賞       | [ 41 ] |
| 2022年 | 2022年SBS演技大賞               | 最優秀演技賞               | 社内お見合い                           | 受賞       | [ 42 ] |
| 2022年 | 2022年SBS演技大賞               | ベストカップル賞           | 社内お見合い                           | 受賞       | [ 42 ] |
| 2022年 | 第8回アジア太平洋スターアワード | ミニシリーズ男性優秀演技賞 | 社内お見合い                           | 受賞       | [ 43 ] |
| 2023年 | 2023Asia Artist Awards          | ベストアクター賞           | N/A                                    | 受賞       | [ 44 ] |
| 2023年 | 2023Asia Artist Awards          | ホットトレンド賞           | N/A                                    | 受賞       | [ 44 ] |